# Majaky (Odessa)
Majaky (ukrainisch Маяки; russisch Маяки Majaki; zu deutsch „Leuchttürme“) ist ein Dorf in der Oblast Odessa im Südwesten der Ukraine mit etwa 5900 Einwohnern (2006).

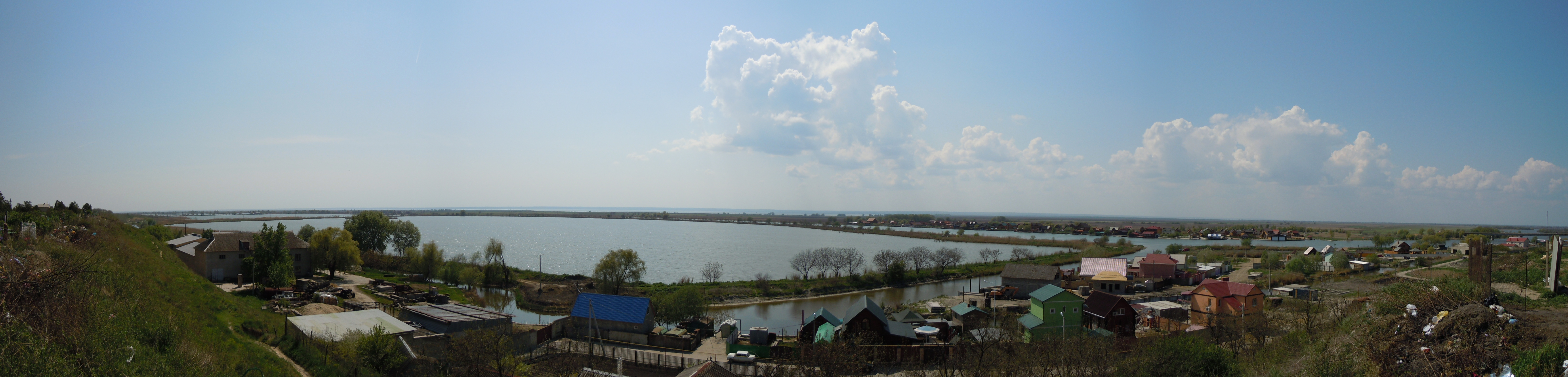
Das Dorf am Dnister-Liman

Das 1420 gegründete Dorf liegt im Rajon Odessa nahe der moldauisch-ukrainischen Grenze im Westen vom 2008 eingerichteten Nationalpark Unterer Dnister (ukrainisch Нижньодністровський національний природний парк Nyschnodnistrowskyj nazionalnyj pryrodnyj park) einem Teil eines Ramsar-Gebietes an der Mündung des Dnister in den Dnister-Liman.
Das Oblastzentrum Odessa ist über die Fernstraße M 15 nach etwa 40 Kilometer in östliche Richtung und das ehemalige Rajonzentrum Biljajiwka ist über die Territorialstraße T–16–25 nach 12 Kilometer in nördliche Richtung zu erreichen.
10 Kilometer nordöstlich des Dorfes sollte in den 1980er Jahren das Kernkraftwerk Odessa entstehen, an dessen Stelle sich heute ein gasbetriebenes Heizkraftwerk befindet.

## Verwaltungsgliederung
Am 10. Juli 2017 wurde das Dorf zum Zentrum der neugegründeten Landgemeinde Majaky (Маяківська сільська громада/Majakiwska silska hromada). Zu dieser zählten auch noch die Dörfer Nadlymanske und Udobne, bis dahin bildete es die gleichnamige Landratsgemeinde Majaky (Маяківська сільська рада/Majakiwska silska rada) im Westen des Rajons Biljajiwka.
Am 12. Juni 2020 kamen noch Dörfer Jossypiwka und Libental zum Gemeindegebiet.
Seit dem 17. Juli 2020 ist es ein Teil des Rajons Odessa.
Folgende Orte sind neben dem Hauptort Majaky Teil der Gemeinde:
| Name                     | Name         | Name                         | Name      |
| ukrainisch transkribiert | ukrainisch   | russisch                     | rumänisch |
| ------------------------ | ------------ | ---------------------------- | --------- |
| Jossypiwka               | Йосипівка    | Йосиповка (Jossipowka)       | -         |
| Libental                 | Лібенталь    | Либенталь                    | -         |
| Nadlymanske              | Надлиманське | Надлиманское (Nadlimanskoje) | -         |
| Udobne                   | Удобне       | Удобное (Udobnoje)           | Han-Câșla |